# Deyana Lomban
Deyana Gresye Susanti Lomban (* 27. Januar 1976 in Manado) ist eine indonesische Badmintonspielerin.

## Karriere
Lita Nurlita gewann 2001 die Südostasienspiele und wurde im gleichen Jahr Zweite bei den Asienmeisterschaften. Ebenfalls 2001 siegte sie bei den Indonesia Open. Bei den Olympischen Sommerspielen 2000 wurde sie 17. im Damendoppel mit Eliza Nathanael.

## Erfolge
| Saison | Veranstaltung       | Disziplin   | Platz | Name                             |
| ------ | ------------------- | ----------- | ----- | -------------------------------- |
| 1996   | German Open         | Damendoppel | 1     | Deyana Lomban / Indarti Issolina |
| 1996   | Thailand Open       | Damendoppel | 1     | Deyana Lomban / Indarti Issolina |
| 1997   | Südostasienspiele   | Damendoppel | 2     | Deyana Lomban / Indarti Issolina |
| 1997   | Thailand Open       | Damendoppel | 3     | Deyana Lomban / Indarti Issolina |
| 1997   | Indonesia Open      | Damendoppel | 5     | Deyana Lomban / Indarti Issolina |
| 1998   | Asienspiele         | Damendoppel | 2     | Eliza Nathanael / Deyana Lomban  |
| 1998   | Asienmeisterschaft  | Damendoppel | 3     | Eliza Nathanael / Deyana Lomban  |
| 1998   | Indonesia Open      | Damendoppel | 1     | Eliza Nathanael / Deyana Lomban  |
| 1998   | Japan Open          | Damendoppel | 5     | Deyana Lomban / Indarti Issolina |
| 1998   | Brunei Open         | Damendoppel | 3     | Deyana Lomban / Indarti Issolina |
| 1999   | Indonesia Open      | Damendoppel | 2     | Eliza Nathanael / Deyana Lomban  |
| 1999   | Thailand Open       | Damendoppel | 3     | Deyana Lomban / Eliza Nathanael  |
| 2000   | Japan Open          | Damendoppel | 5     | Eliza Nathanael / Deyana Lomban  |
| 2000   | Chinese Taipei Open | Damendoppel | 5     | Eliza Nathanael / Deyana Lomban  |
| 2001   | Asienmeisterschaft  | Damendoppel | 2     | Deyana Lomban / Vita Marissa     |
| 2001   | Indonesia Open      | Damendoppel | 1     | Deyana Lomban / Vita Marissa     |
| 2001   | Weltmeisterschaft   | Damendoppel | 5     | Deyana Lomban / Indarti Issolina |
| 2001   | Südostasienspiele   | Damendoppel | 1     | Deyana Lomban / Vita Marissa     |
| 2002   | Japan Open          | Damendoppel | 5     | Deyana Lomban / Vita Marissa     |